# British Airways

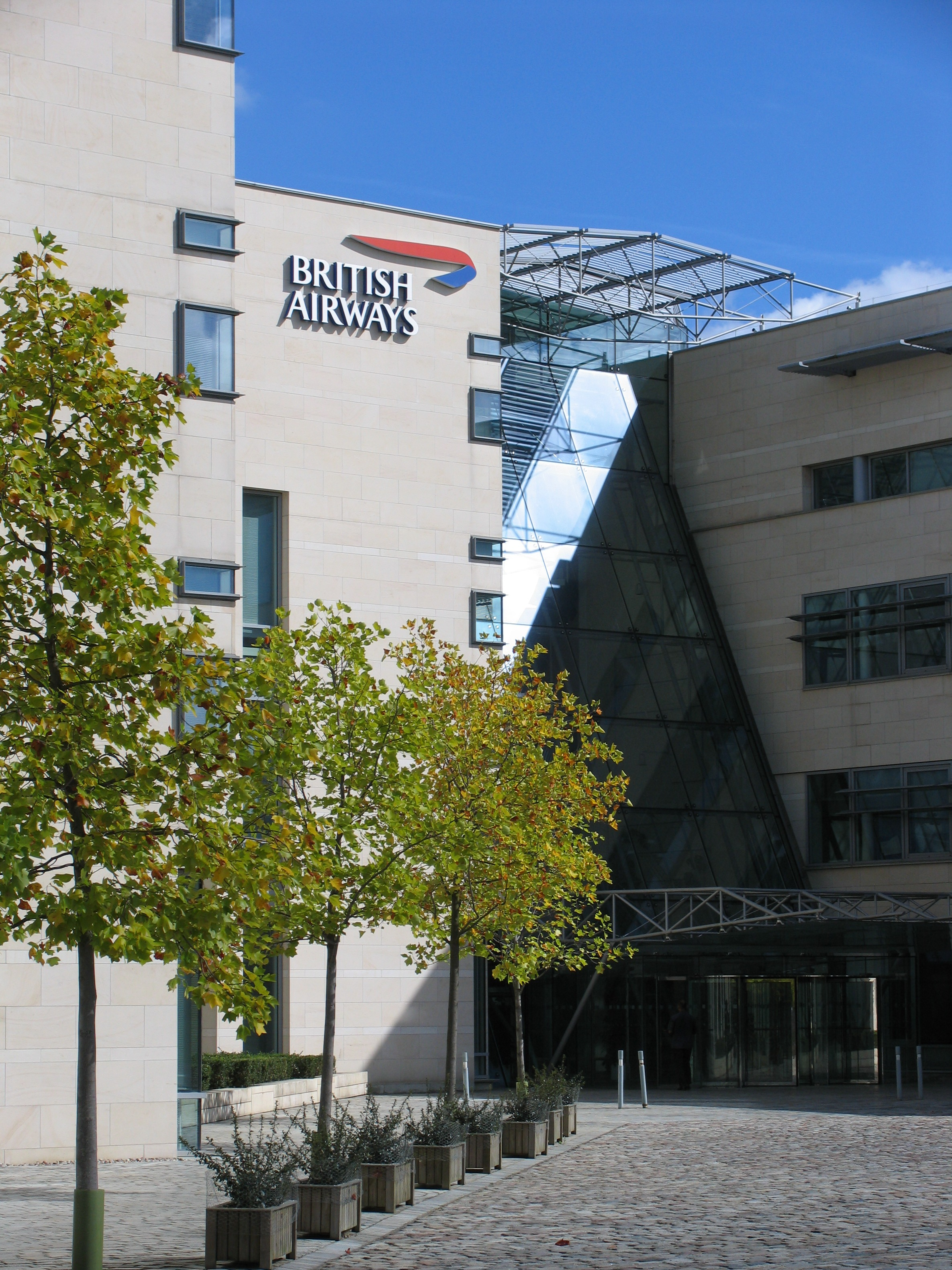
Waterside

British Airways plc («Бри́тиш Э́руэйс»; Британские авиалинии; LSE: BAY) — крупнейшая авиакомпания и национальный авиаперевозчик Великобритании, одна из крупнейших в Европе. Основные пересадочные узлы — Хитроу и Гатвик. British Airways обладает лицензией типа А, то есть имеет право на перевозки пассажиров, грузов и почты на самолётах с 20 и более пассажирскими креслами. British Airways — член авиационного альянса Oneworld.

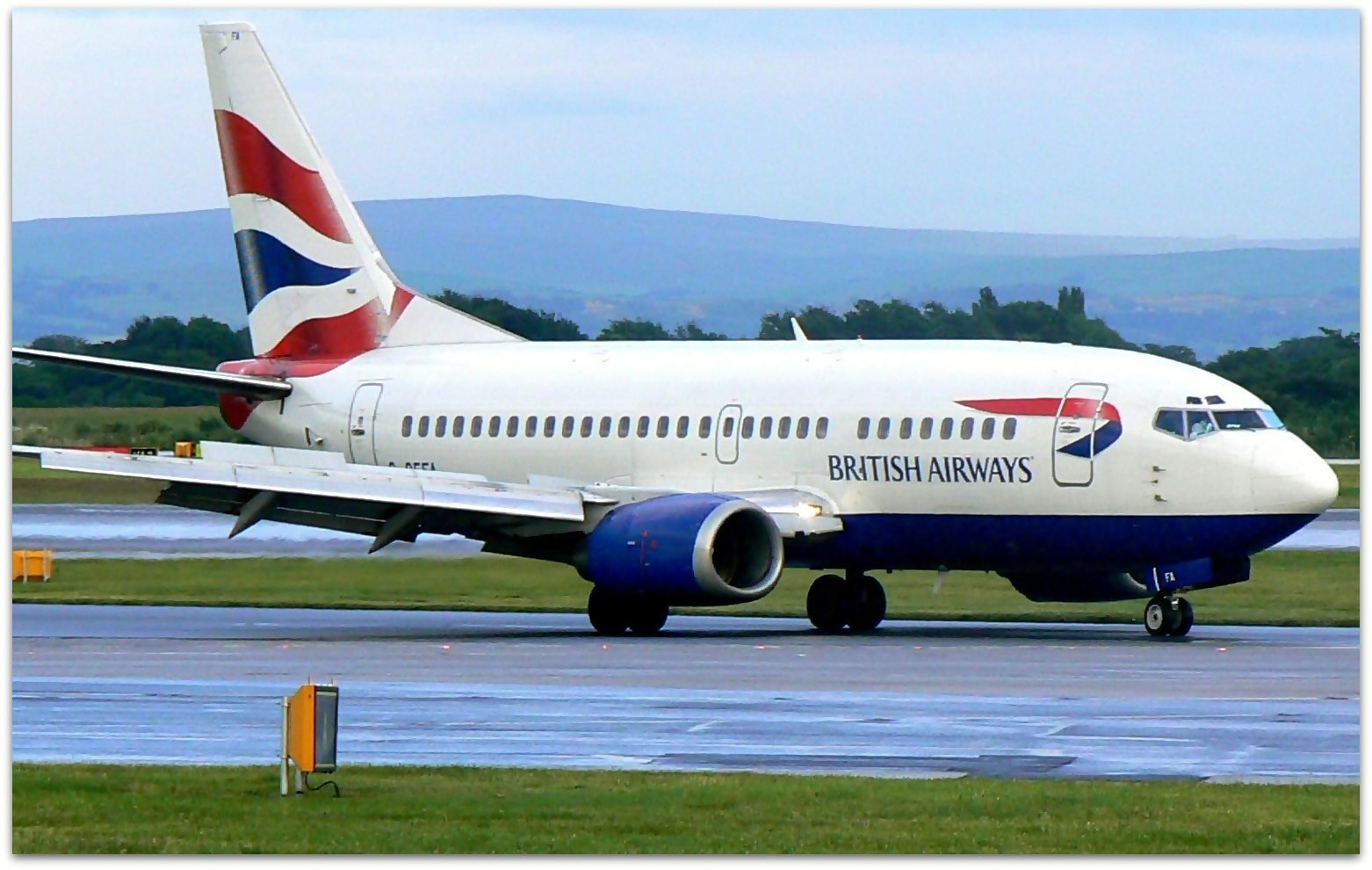
Boeing 737

8 апреля 2010 года British Airways объявила о слиянии с Iberia в International Airlines Group.

## История
31 марта 1924 года четыре крупнейшие авиакомпании Великобритании — Instone Air Line, Handley Page Transport, Daimler Airways и British Air Marine Navigation — слились, чтобы сформировать Imperial Airways, которая должна была развивать воздушное сообщение между центром Британской империи и дальними владениями и колониями, такими как Австралия и Африка.
В то время большое количество небольших британских авиакомпаний также начали свою деятельность. В 1935 году они слились, чтобы сформировать крупную частную авиакомпанию British Airways Ltd. По решению Правительства, Imperial Airways и British Airways Ltd были национализированы в 1939 году, образовав новую компанию — British Overseas Airways Corporation (BOAC). Послевоенная BOAC продолжала обеспечивать перевозки на маршрутах большой протяжённости, кроме южноамериканского направления (это направление обеспечивала British South American Airways, которая слилась с BOAC в 1949 году). Континентальная Европа и внутренние рейсы обслуживались новой национализированной авиакомпанией British European Airways (BEA), которая получила маршруты существующих британских независимых авиалиний.
В 1952 году BOAC начала рейсы на новом самолёте De Havilland Comet в Йоханнесбург, сократив время перелёта вдвое. Стал приобретать огромную популярность туризм выходного дня, что привело к большим изменениям в работе авиакомпаний. BEA приняла вызов, учредив компанию BEA Airtours в 1970 году. В 1972 году BOAC и BEA были объединены под только что созданным Правлением Британских Авиалиний, к 1974 году создав British Airways во время правления Дэвида Николсона. British Airways одновременно с Air France впервые начали коммерческие рейсы на сверхзвуковых пассажирских самолётах Concorde в январе 1976 года.

### Приватизация
Сэр Джон Кинг, впоследствии лорд Кинг, был назначен Председателем в 1981 году; ему была поставлена задача подготовить авиакомпанию к приватизации. Кинг нанял на работу Колина Маршалла на должность Главного исполнительного директора в 1983 году. В заслуги Кинга приписывают превращение убыточного гиганта в одного из наиболее прибыльных авиаперевозчиков, превращение компании во «Всемирно любимую авиакомпанию», в то время как многие крупные авиакомпании находились в кризисе. Флот авиакомпании и её маршрутная сеть были реорганизованы в начале работы Кинга; для смены имиджа компании и марки была привлечена команда экспертов. Свыше 23 000 рабочих мест были сокращены в начале 1980-х, хотя Кинг предпринимал различные меры для поднятия морального духа персонала и оптимизации бизнес-процессов в то же самое время.
Национальный перевозчик был приватизирован, и его акции стали торговаться на Лондонской фондовой бирже в феврале 1987 года. Начальное предложение в результате торгов было увеличено в 11 раз. В апреле 1988 года British Airways поглотила авиакомпанию British Caledonian, а в 1992 году была поглощена ещё одна британская авиакомпания Dan-Air, которая базировалась в Гатвике.

### «Грязные трюки»
Вскоре после приватизации British Airways авиакомпания Ричарда Брэнсона Virgin Atlantic Airways, которая начала свою деятельность с полётов на одном Boeing 747 в 1984 году, стала конкурировать с British Airways на самых прибыльных маршрутах из аэропорта Хитроу. После того, как история о том, как «Virgin Atlantic» доставила домой заложников из Ирака в 1991, получила общественный резонанс, Кинг сказал Колину Маршаллу и директору по связям с общественностью Дэвиду Бернсайду что надо «что-то делать с Брэнсоном». Этим началась кампания «грязных трюков», которая закончилась предъявлением иска Брэнсона Кингу к British Airways за клевету при отрицании фактов «грязных трюков» в 1992 г. Кинг выдвинул встречное обвинение Брэнсону, и судебное разбирательство затянулось до 1993 г. British Airways, понимая, что дело идёт не в их пользу, предложили £485 000, а 11 декабря 1993 г конечная сумма составила £500 000 отступных Брэнсону и £110 000 его авиакомпании «Virgin Atlantic»; в дальнейшем British Airways должны были заплатить до £3 000 000 налогов и сборов. Брэнсон разделил компенсацию между своими сотрудниками, назвав её «БиЭй Бонус» («BA Bonus»).

### Назначения и открытие дочерних авиакомпаний
В 1990-е British Airways стала самой прибыльной в мире авиакомпанией, её лозунг стал «Всемирная Любимая Авиакомпания». В 1992 British Airways купили небольшого немецкого регионального перевозчика Delta Air Transport, переименовав его в Deutsche BA. К тому времени, когда это подразделение было продано в июне 2003, «Дельта Эйр Транспорт» эксплуатировал 16 Boeing 737 и был вторым по размеру немецким авиаперевозчиком после Lufthansa.
Лорд Кинг ушёл с поста Председателя в 1993, его заменил бывший заместитель Колин Маршалл, который объединил функции Главного исполнительного директора и Председателя. Боб Айлинг, который позднее занял должность Главного исполнительного директора, был назначен исполнительным директором при Маршалле. Лорд Кинг был назначен Президентом, он определённо заслужил эту должность, затем, в 1997-м, он стал почётным Президентом и был им до своей смерти в июле 2005.
В 1995 British Airways создали British Asia Airways, дочернее предприятие, базирующееся на Тайване, для организации рейсов между Лондоном и Тайбэем. По политическим причинам British Asia Airways имели не только другое название, но и их самолёты имели другую раскраску, флаг Великобритании был заменён на китайские мотивы. Многие авиакомпании последовали этой же практике, например австралийская Qantas на тайваньских линиях называлась «Australia Asia Airways», а дочернее предприятие KLM — «KLM Asia». British Asia Airways прекратили существование в 2001 г., когда рейсы были прекращены из-за их низкой доходности.

### Боб Айлинг
В 1996, когда British Airways возглавил новый исполнительный директор Боб Айлинг, начался сложный период для компании. Ужесточение конкуренции, высокие цены на нефть и рост курса фунта стерлингов обусловили падение прибыли. Возник конфликт между менеджментом и профсоюзами, и его преодоление обошлось компании в сотни миллионов фунтов стерлингов. В 1997 Боб Айлинг заменил традиционный флаг Великобритании на хвостах самолётов на национальные мотивы, целью этой акции было изменение имиджа компании как строго национального перевозчика Великобритании в сторону более космополитичного образа. Этот шаг не имел успеха, и Боб Айлинг приостановил этот процесс, объявив, что флот будет иметь два типа окраски; половина — с флагом Великобритании, другая половина — с национальными мотивами. Айлингу пришлось доказывать неподсудность компании антитрестовскому законодательству, но дело было проиграно, и компании пришлось пожертвовать частью слотов в Хитроу.
Позитивным результатом работы Боба Айлинга стало получение прибыли в размере 750 млн фунтов стерлингов и учреждение успешной, хотя и субсидируемой авиакомпании, Go в 1998. Go была лоу-кост-перевозчиком и должна была занять нишу в бюджетном сегменте. Через четыре года после начала деятельности компания была продана венчурному фонду 3i и впоследствии слилась с «ИзиДжет». Айлинг также занимался реструктуризацией флота, заменив заказы на более вместительные Боинги-747-400 в пользу более экономичного «Боинга-777», а также обновил среднемагистральный флот British Airways, приобретя самолёты семейства Airbus A319/320/321.

### Род Эддингтон
В 1999 British Airways сообщили о 50-процентном падении прибыли, худшем результате со времени приватизации. В марте 2000 Боб Айлинг был смещён со своей должности. Через 2 месяца его заменил Род Эддингтон. Эддингтон стал проводить политику сокращения рабочих мест, наибольшего размаха эти мероприятия достигли в 2001 после печально известных террористических атак 11 сентября.
8 сентября 2004 British Airways объявила о продаже своей 18,5 % доле в Qantas при сохранении партнёрства в операционной деятельности (в том числе в разделении доходов), в том числе на так называемых рейсах Кенгуру. Таким образом компания заработала 425 млн £, которые были направлены на сокращение задолженностей компании.
Маршалл, который стал пожизненным пэром в 1998, ушёл с должности Председателя Правления в июле 2004, и этот пост занял Мартин Брайтон, бывший Председатель Правления British American Tobacco. 8 марта 2005, Брайтон объявил, что бывший Главный исполнительный директор Aer Lingus Вилли Уолш займёт кресло Рода Эддингтона в сентябре 2005 года.

### Вилли Уолш
В сентябре 2005 года новый Главный исполнительный директор Вилли Уолш объявил о крупных изменениях в управлении British Airways, которые должны были сэкономить 300£ млн в 2008, и о начале эксплуатации Терминала 5 в Хитроу. Также была анонсирована продажа «БЭ Коннект» компании «Флайб», в связи с чем Уолш заявил: «Несмотря на хорошие результаты работы команды „БЭ Коннект“, мы не видим перспектив повышения её доходности в нынешнем состоянии». British Airways сохранили 15%-ю долю во «Флайб» по завершении сделки.
С 2004 British Airways позиционирует себя как авиакомпания с полным сервисным обслуживанием на внутренних рейсах (в том числе использование крупных аэропортов, бесплатное питание и напитки). Таким образом, British Airways ориентирована на клиентов, которые готовы платить за полное обслуживание, в отличие от клиентов операторов, предлагающих экономные билеты.
В 2006 авиакомпания завоевала почётную премию Скайтракс. Другие награды — OAG Airline of the Year 2007, Best Airline Based in Western Europe 2007, Best Transatlantic Airline 2007, и Best Europe — Asia/Australasia Airline 2007'. Тем не менее, в 2007 году British Airways были худшей европейской авиакомпанией по показателю потерь багажа.

## Финансовые показатели
* Переоценка с учётом продажи «БЭ Коннект».
Выручка компании за 2008—2009 финансовый год — £8,99 млрд (€10,31 млрд), увеличилась на 2,7 % в сравнении с 2007 по 2008 годы — £8,76 млрд (€10,04 млрд). Операционные убытки — £220 млн (€252 млн), в 2007—2008 годах убытки — £878 млн (€1,01 млрд). Чистые убытки — £358 млн (€410 млн) против чистой прибыли в £726 млн (€832 млн) в 2007—2008 году.

## Деятельность в России и СНГ
Авиакомпания выполняла от 19 до 21 рейса в неделю из Москвы (Домодедово) в лондонский аэропорт Хитроу Терминал 5. Рейсы в Россию выполнялись на самолётах Airbus A321 и Boeing 787-8 дважды в день и один рейс на Airbus A320.
До 3 октября 2019 года выполнялись ежедневные рейсы из Лондона в Санкт-Петербург.
Рейсы в Екатеринбург в 2004—2007 годах выполняла по франчайзинговой договоренности с ВА авиакомпания British Mediterranean. Также компания выполняла рейсы в Калининград.
Авиарейсы в странах СНГ и Прибалтики — Вильнюс, Киев, Рига, Таллин. Также выполняются регулярные рейсы в Тбилиси.
Ранее выполнялись рейсы в Алматы и Ташкент.
В 2016 году компания прекратила рейсы в Баку.

## Флот

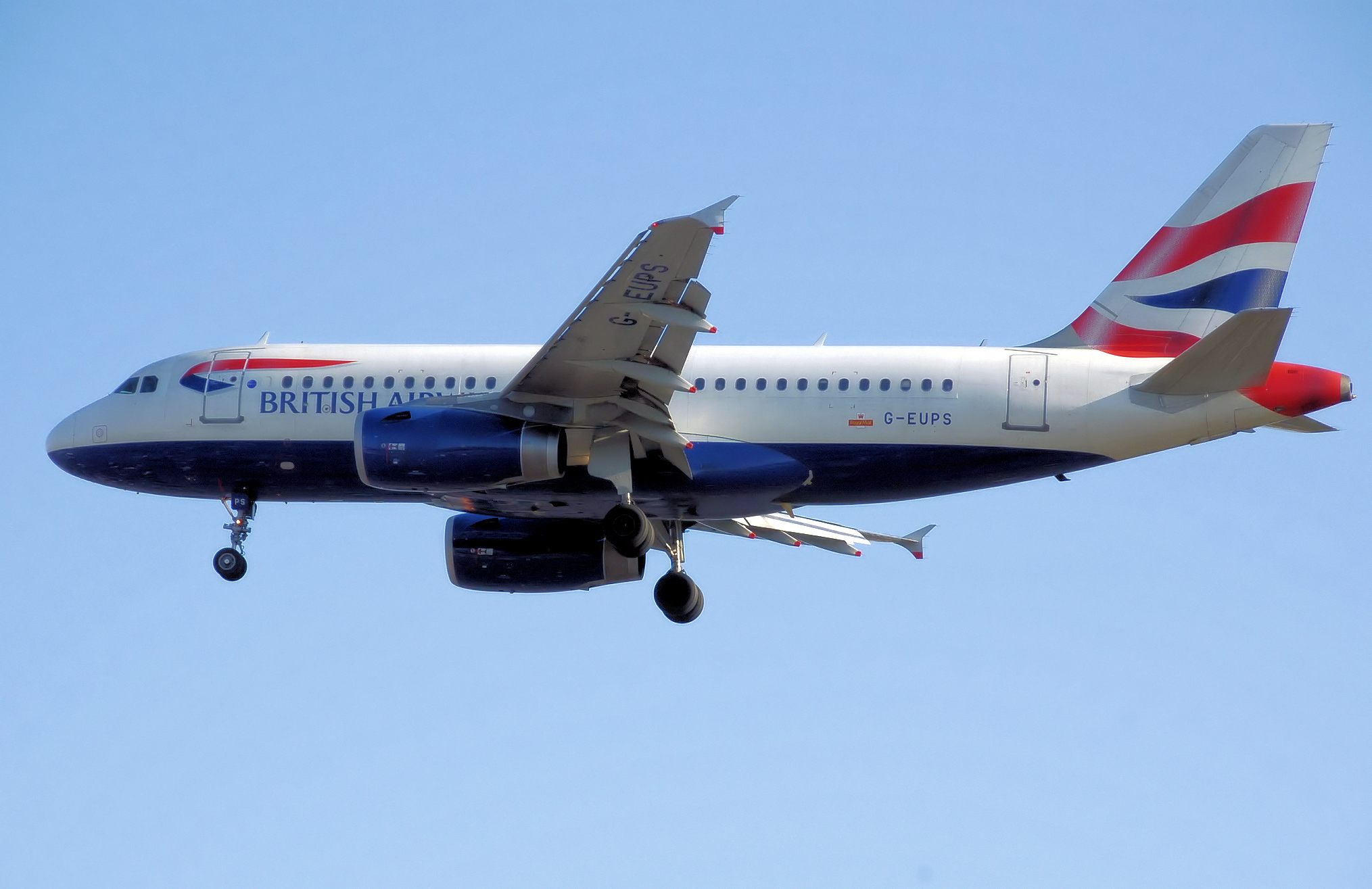
Airbus A320-200

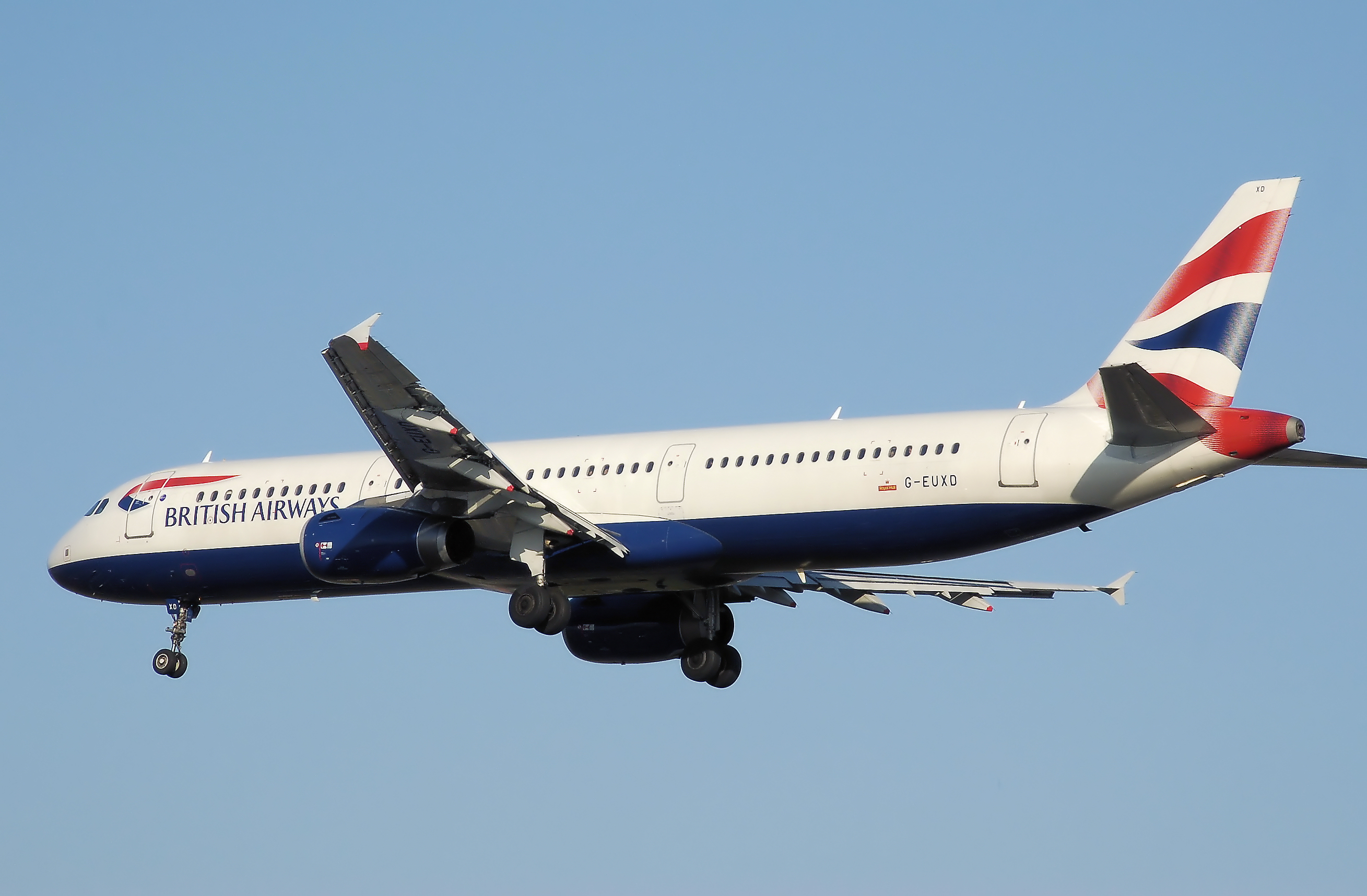
Airbus A321-200

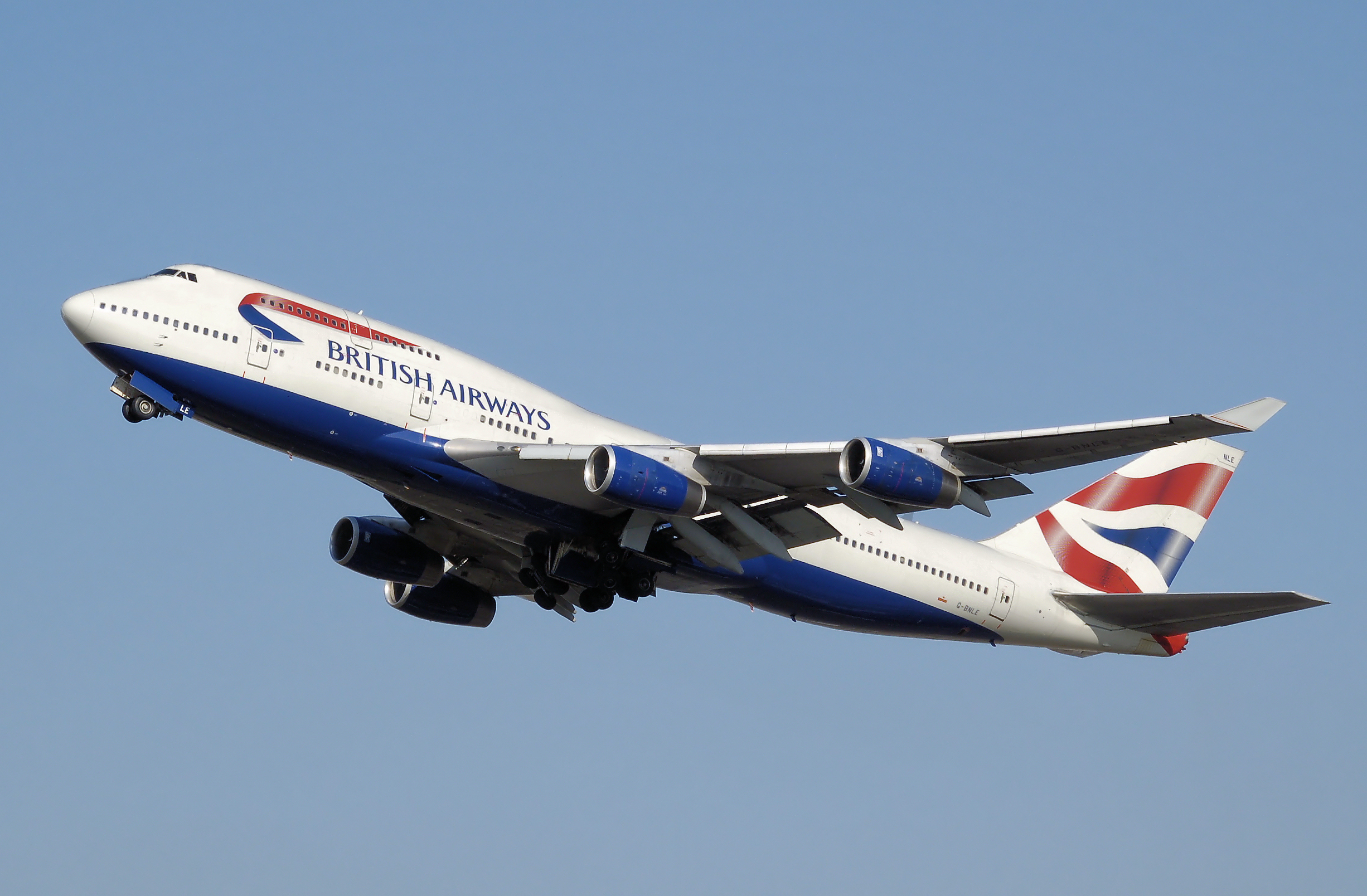
Boeing 747-400

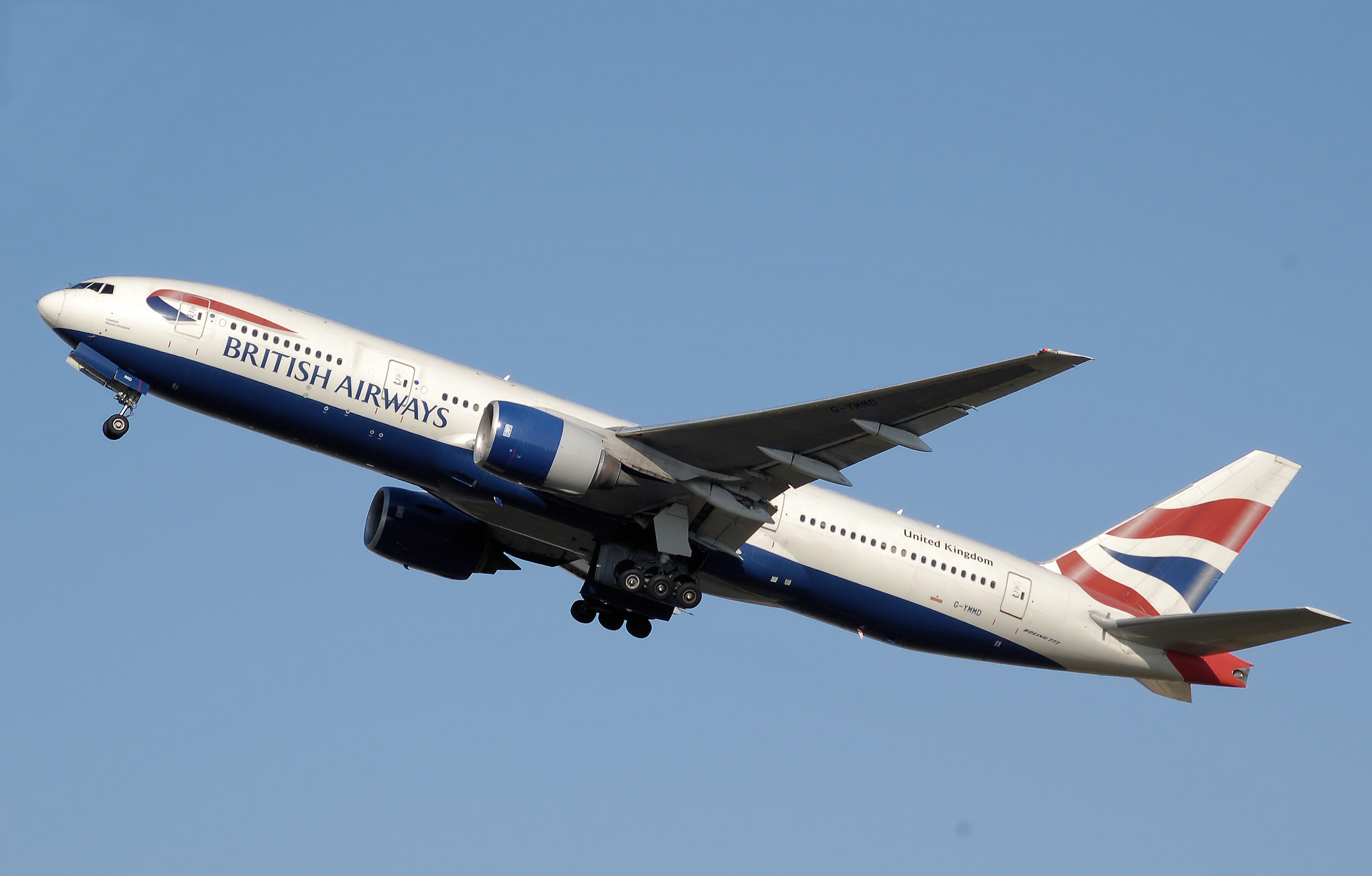
Boeing 777-200

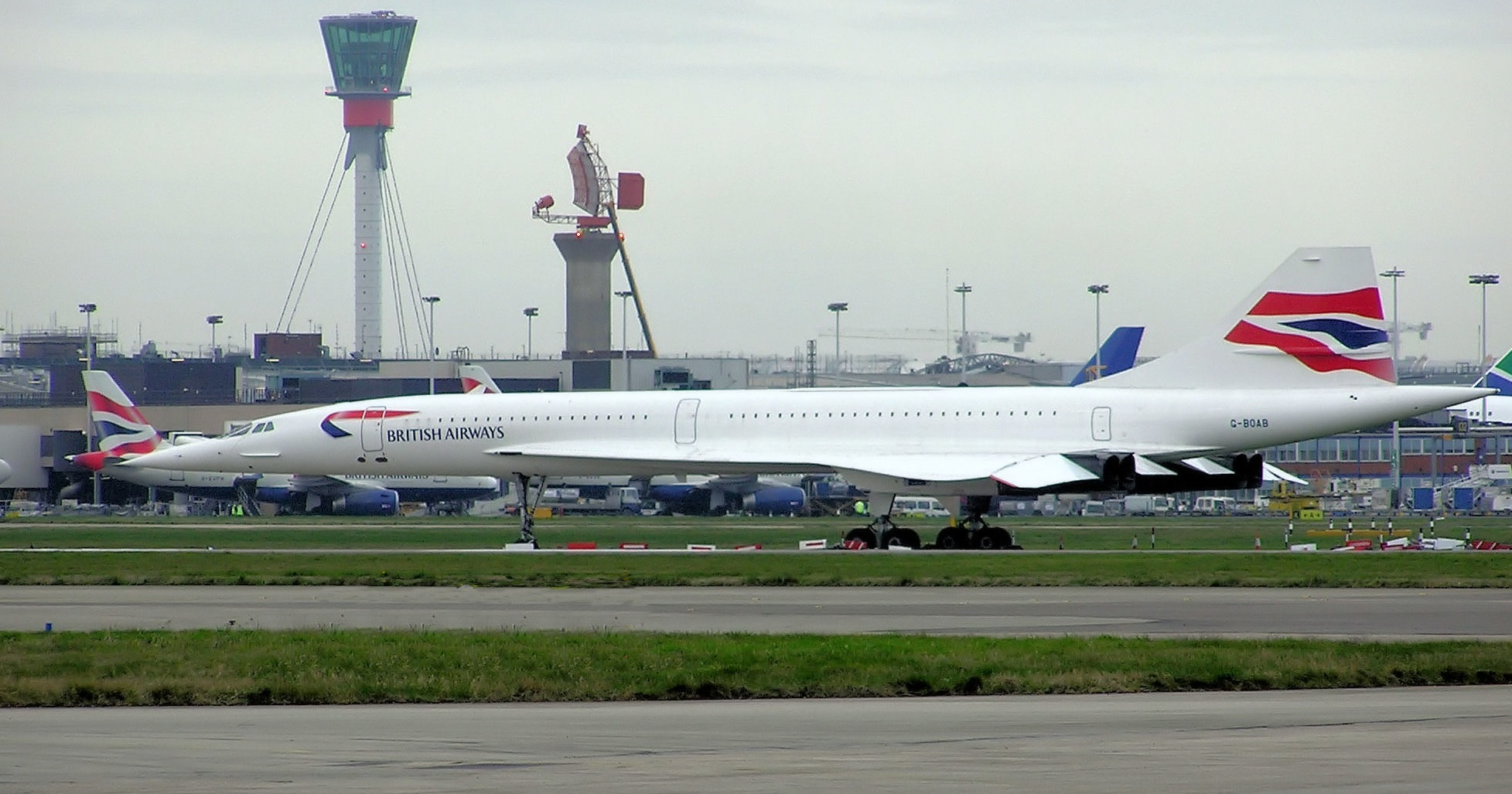
Concorde G-BOAB на хранении в Хитроу после окончания эксплуатации Конкордов. Этот самолёт пробыл в воздухе 22296 часов между его первым полётом в 1976 и последним полётом в 2000 году.

За исключением Boeing 707 и Boeing 747, полученных от BOAC, авиакомпания в 1972—74 годах использовала технику британского производства. British Airways ввели в свой флот Boeing 757 и Boeing 737 только в 1980-х, а затем в 1990-х были приобретены Boeing 747-400, Boeing 767 и Boeing 777. Однако, за исключением 29 из 777 единиц техники, самолёты были оснащены двигателями Rolls-Royce британского производства (в частности, Rolls-Royce Trent 800 на Boeing 777, RB-211-524 на 747—400 и 767 а также RB-211-535 на 757—200). Эта традиция идёт с 1960-х, когда BOAC заказывала Boeing 707 — важным условием контракта была установка двигателей Rolls-Royce на новые самолёты. «British Airways» также унаследовали от BOAC код покупателя «Боинга» — 36, поэтому модификации для «British Airways» имеют этот номер, например 737—236, 747—436, 777—236.
Несмотря на то что British Airways эксплуатировали большой флот Boeing, авиакомпания всегда использовала самолёты и других производителей. Самолёты британского производства были получены от BEA (например, Hawker Siddeley Trident) и BOAC (например, Vickers VC10), а в 1980-х авиакомпания закупала Lockheed Tristar. В 1980-х были приобретены от British Caledonian McDonnell Douglas DC-10 и Airbus A320. В конце 1990-х British Airways разместила самостоятельный заказ Airbus на более 100 самолётов A320/A319 для замены стареющего парка Boeing 737. В сентябре 2007 года British Airways разместили первый заказ на самые крупные самолёты Airbus, 12 Airbus A380 с опционом ещё на 7 единиц.
Только две компании — British Airways и Air France — были эксплуатантами сверхзвукового пассажирского самолёта Concorde. Concorde соединял Хитроу с Нью-Йорк (JFK) (хотя изначально планировалось его использовать на рейсах из Лондона в Бахрейн). Изначально Concorde был финансовым бременем, навязанным национальному перевозчику его правительством, он часто подвергался критике. Однако лорд Кинг видел в «Конкорде» важный символ «British Airways». «British Airways» использовал Concorde, чтобы привлекать бизнес-клиентов. Так, было произведено несколько модернизаций вариантов этого самолёта с целью создания лучших условий именно этой категории пассажиров. «British Airways» понимало модернизацию как ключевой фактор в борьбе с конкурентами на трансатлантических линиях.
После парижской катастрофы в 2000 году, террористических атак 2001 года и роста затрат на топливо и содержание, использование «Конкордов» было ограничено, несмотря на дорогостоящую модернизацию после катастрофы. 10 апреля 2003 было объявлено, что к 24 октября 2003 эксплуатация этого самолёта прекратится. Последним рейсом для «Конкорда» стал рейс из Лондона в Барбадос 30 августа 2003 года. Авиакомпании всё ещё принадлежит 8 «Конкордов», которые находятся на долговременном хранении в музеях Великобритании, США и Барбадоса.
В ноябре 2023 года флот British Airways состоял из 286 самолётов, средний возраст которых 13,3 лет:
| Тип самолёта     | В эксплуатации | Заказано | Пассажирских мест | Пассажирских мест | Пассажирских мест | Пассажирских мест | Пассажирских мест |
| Тип самолёта     | В эксплуатации | Заказано | F                 | J                 | W                 | Y                 | Всего             |
| Airbus A319-100  | 30             | —        | —                 | var               | —                 | var               | 132               |
| Airbus A320-200  | 66             | —        | —                 | var               | —                 | var               | 162               |
| Airbus A320neo   | 20             | —        | —                 | var               | —                 | var               | 162               |
| Airbus A321-200  | 11             | —        | —                 | 23                | —                 | 131               | 154               |
| Airbus A321-200  | 11             | —        | —                 | var               | —                 | var               | 188               |
| Airbus A321neo   | 11             | 2        | —                 | 23                | —                 | 131               | 154               |
| Airbus A350-1000 | 16             | 2        | —                 | 56                | 56                | 219               | 331               |
| Airbus A380-800  | 12             | —        | 14                | 97                | 55                | 303               | 469               |
| Boeing 777-200ER | 43             | —        | 14                | 48                | 40                | 122               | 224               |
| Boeing 777-200ER | 43             | —        | —                 | 48                | 24                | 203               | 275               |
| Boeing 777-300ER | 16             | —        | 14                | 56                | 44                | 185               | 299               |
| Boeing 787-8     | 12             | —        | —                 | 35                | 25                | 154               | 214               |
| Boeing 787-9     | 18             | —        | 8                 | 42                | 39                | 127               | 216               |
| Boeing 787-10    | 7              | —        | 8                 | 48                | 35                | 165               | 256               |
| Embraer 190      | 20             | —        | —                 | —                 | —                 | 32                | 32                |
| Всего:           | 286            | 4        |                   |                   |                   |                   |                   |

British Airways предлагают от трёх до четырёх вариантов обслуживания пассажиров на дальних маршрутах: «World Traveller» (Экономкласс), «World Traveller Plus» (Премиум экономкласс) и «Club World» (Бизнес-класс) присутствуют всегда. Все Boeing 787, Airbus A380 и большая часть Boeing 777 также предлагают первый класс.

### Используемые модели самолётов
Авиакомпания использовала следующие модели самолётов (с датой начала эксплуатации):
| - 1974 — BAC One-Eleven - 1974 — Boeing 747—100 - 1974 — Hawker Siddeley Trident - 1974 — Vickers VC10 - 1974 — Lockheed Tristar - 1976 — Concorde - 1977 — Boeing 747—200 - 1980 — Boeing 737—200 - 1980 — Lockheed Tristar - 1983 — Boeing 757—200 - 1988 — Douglas DC-10 - 1988 — Airbus A320-100 - 1989 — Boeing 747-400 - 1990 — Boeing 767—300 - 1991 — Boeing 737—400 - 1997 — Boeing 777—200 - 1999 — Airbus A319 | - 2000 — Boeing 737—500 - 2001 — Boeing 737—300 - 2002 — Airbus A320-200 - 2004 — Airbus A321 - 2010 — Boeing 777—300ER - 2014 — Airbus A380 - 2016 — Boeing 787 - 2020 — Airbus A350-1000 |

### Планы развития
British Airways заключили 32 опциона на самолёты производства Airbus, по которым могут быть приобретены любые модели семейства Airbus A320. Кроме того, подтверждены заказы на 10 самолётов Boeing 777.
18 мая 2007 British Airways подтвердили размещение заказа на 8 новых самолётов Airbus A320. Заказанная техника поступила в 2008 году. Она была предназначена для замены А319 и стареющих Boeing 737-300/500, договоры на лизинг которых к моменту поставок истекут.
27 марта 2007 British Airways разместили заказ на 4 Boeing 777-200ER с опционом ещё на 4 самолёта. По словам представителей компании, эти самолёты предназначены для развития сети. Первая партия Boeing 777 для British Airways оснащена двигателями General Electric GE90, однако на всех последующих стоят двигатели производства Rolls-Royce — Rolls-Royce Trent 800.
27 сентября 2007 British Airways объявили о крупнейшем заказе с 1998 года — 36 новых дальнемагистральных самолёта. Компания заказала 12 Airbus A380 с опционом ещё на 7, и 24 Boeing 787 с опционом ещё на 18. Двигатели производства Rolls-Royce будут стоять на всех заказанных самолётах, A380 будут оснащены Trent 900, а Boeing 787 — Trent 1000. Новая техника будет вводиться в эксплуатацию с 2010 по 2014. Boeing 787 заменили все Boeing 767, а Airbus A380 и А350 — все Boeing 747-400. и будут использоваться на самых дальних рейсах в Бангкок, Кейптаун, Гонконг, Йоханнесбург, Сингапур и Сидней из Лондонского Хитроу.

### Новая раскраска хвостов
С момента формирования современной British Airways в 1974 хвост самолётов авиакомпании украшал флаг Великобритании. Оригинальная раскраска затем была заменена на новую схему, с преобладающим тёмно-синим цветом и гербом British Airways. 10 июня 1997 была введена новая раскраска хвостов самолётов — абстрактные изображения, предметы посуды или иероглифы в зависимости от того, на каком направлении работает воздушное судно. Также самолёты получили новые собственные названия. Эти изменения создали определённые проблемы для авиадиспетчеров: стало гораздо сложнее определять самолёты British Airways на подлёте к аэропорту.
Нововведение вызвало негативную реакцию в Британии. Маргарет Тэтчер весьма критично отзывалась о новой раскраске British Airways, сравнив её с авиакомпанией третьего мира. «Мы летаем под британским флагом, а не под этими ужасными штуками», — сказала она.
6 июня 1999 исполнительный директор компании Боб Айлинг объявил, что все самолёты авиакомпании будут украшены флагом Великобритании на основе окраски «Конкорда».

### International Consolidated Airlines Group
С 2008 года между авиакомпаниями British Airways и Iberia Airlines начались переговоры о слиянии — авиакомпании входят в авиаальянс Oneworld, а British Airways владело на тот момент 13,5 % акций испанского перевозчика и имело опцион на покупку дополнительных бумаг. В ноябре 2009 года было заключено соглашение о намерениях, а в апреле 2010 года подписано соглашение о слиянии двух компаний в единую International Consolidated Airlines Group.
Согласно условиям сделки, British Airways получит в новой компании долю в 56 %, а Iberia 44 % акций.
14 июля 2010 года антимонопольные советы ЕС одобрили объединение British Airways и Iberia. Рыночная стоимость холдинга составит примерно $7,8 млрд.
В декабре 2010 года сделка получила одобрение акционеров авиакомпаний.
24 января 2011 года British Airways и Iberia вышли на лондонскую и мадридскую биржи как единая компания International Consolidated Airlines Group. Авиакомпания была оценена в 5,3 млрд фунтов ($8,5 млрд).
Новая компания будет котироваться как испанская компания с налоговой резиденцией в Испании, финансовым и операционным центром в Великобритании. Штаб-квартира объединённого перевозчика располагается в Мадриде, однако авиакомпании продолжат летать под прежними брендами.
Генеральным директором новой компании станет Вилли Уолш (Willie Walsh) — глава British Airways — а руководитель Iberia Антонио Васкес (Antonio Vázquez) получит пост председателя совета директоров.
В 2013 году впервые в авиакомпании назначили русскоговорящего руководителя, Вице-президента по лётной эксплуатации Боингов Роман Лауф (Roman Lauf).

## Происшествия
- Столкновение над Загребом — единственная авиакатастрофа в истории British Airways. 10 сентября 1976 года близ Загреба (СФР Югославия, Хорватия) в Trident 3B, выполнявшего рейс 476 (Лондон—Стамбул), из-за ошибки диспетчера врезался DC-9-31 югославской авиакомпании Inex-Adria Aviopromet. Все находящиеся на борту Trident 3B 63 человека (54 пассажира и 9 членов экипажа) погибли.

- Инцидент с Boeing 747 над Явой (известный также как Джакартский инцидент[32]) — авиапроисшествие, произошедшее 24 июня 1982 года. Авиалайнер Boeing 747-236B, совершая рейс BA 009 (позывной — Speedbird 9) по маршруту Лондон—Бомбей—Мадрас—Куала-Лумпур—Перт—Мельбурн—Окленд, через несколько минут после вылета из Куала-Лумпура попал в облако вулканического пепла от внезапно извергшегося вулкана на горе Галунггунг, в результате чего у самолёта один за другим заглохли все 4 двигателя. Экипаж смог благополучно посадить самолёт в аэропорту имени Халима Перданакусумы в Джакарте. Происшествие обошлось без человеческих жертв.

- Инцидент с BAC 1-11 над Дидкотом — авиапроисшествие, произошедшее 10 июня 1990 года. У авиалайнера BAC 1-11 Series 528FL авиакомпании British Airways, выполнявшего рейс BA 5390 (позывной — Speedbird 5390) из Бирмингема в Малагу, произошло отделение некачественно установленного ветрового стекла и командира воздушного судна (КВС) наполовину выбросило из кабины пилотов. Второй пилот смог посадить самолёт в аэропорту Саутгемптона. Происшествие обошлось без человеческих жертв, ранения получили два члена экипажа — КВС и бортпроводник.

- Авария Boeing 777 в Лондоне: происшествие случилось 17 января 2008 года в аэропорту Хитроу. Рейс 38 не долетел до взлётно-посадочной полосы из-за образования льда в теплообменнике топливной системы и потери тяги двигателей. Обошлось без жертв благодаря профессионализму и действиям экипажа.

- 29 июля 2015 года Boeing-747, окрашенный в ливрею альянса «Oneworld»[33][34][35], следовавший рейсом BA274[36] Лас-Вегас — Лондон совершил аварийную посадку в Монреале (аэропорт имени Пьера Эллиота Трюдо[37]) из-за сообщения о бомбе на борту лайнера. На борту находилось, по разным источникам, 312 или 328 человек, никто из них не пострадал. Авиакомпания обязалась обеспечить пассажирам места в отелях и в скором времени организовать перелёт в Лондон.
- 21 августа 2015 года Boeing 787 Dreamliner, совершавший рейс BA 17 Лондон — Сеул, совершил экстренную посадку в международном аэропорту Иркутска из-за задымления салона. Причиной задымления мог стать взорвавшийся мобильный телефон. Вскоре после тестирования и дозаправки самолёт с 205 пассажирами отправился по месту назначения[38].
- 18 июня 2021 года Boeing 787-8 Dreamliner (рег. G-ZBJB) должен был совершить грузовой рейс по маршруту Лондон — Франкфурт, но при обслуживании самолёта у него сложилась носовая стойка шасси с дальнейшим падением на нос. В систему подали гидравлическое давление. Чтобы шасси не сложились после задействования рычагов, техники поместили в них специальные «предохранительные стопоры» или пины (landing gear safety pins). Поскольку рост одного из техников не позволял ему самостоятельно установить пин в носовое шасси, он указал место установки более высокому технику, который и выполнил эту работу. При нажатии в кабине кнопки «Убрать шасси» носовая стойка в итоге сложилась под весом самолёта. Расследование показало, что техник вставил пин не в нужное отверстие, а в расположенный рядом пустотелый болт. Из-за этого блокировки не произошло, и шасси сложилось, как и должно было после нажатия соответствующего рычага.

## Интересные факты
Англиканская церковь владеет частью акций авиакомпании British Airways.